# 姜国杰
姜国杰（1976年11月—），中华人民共和国政治人物，中共党员，山东莘县人，1993年至2003年在南开大学先后攻读本科、硕士、博士，获得经济学博士学位后进入审计署工作。现任重庆市人民政府副市长、党组成员。

## 生平
2011年12月后，姜国杰历任审计署财政审计司一处处长、二处处长等职。
2015年9月，他入藏工作，先后担任西藏自治区财政厅党组成员、副厅长，日喀则市委副书记、常务副市长、南木林县委书记等职。
2019年12月，姜国杰跨省履新重庆，任铜梁区委副书记、区政府党组书记、副区长、代理区长，2020年1月当选为铜梁区区长。2021年9月，他转任重庆市审计局党组书记、局长。2023年3月，姜国杰获任重庆市财政局局长。
2024年11月28日，升任重庆市副市长，分管人力资源和社会保障、水利、农业农村等工作。